# Ірландська кухня
Ірландська кухня дуже традиційна і проста. Самі ірландці не дуже цінують її. Проте нині завдяки міжнародним впливам вона набула вишуканішого характеру.[джерело?]
Традиційною стравою є картопля. Всесвітньо відоме ірландське рагу. Багато сортів пива (стаут, гіннес).

## Їжа в старовинній Ірландії
У старовинній ірландській літературі періодично описувалися їжа та напої.
Розкопки на поселенні вікінгів у лісі, у районі набережної Дубліна дали значний обсяг інформації про раціон і харчування жителів міста. Раціон складався з м'яса великої рогатої худоби, овець, свиней, а також дикої птиці, риби і молюсків. Із рослинної їжі вживали ягоди, лісові горіхи. Насіння лободи йшло на приготування каші.
У середньовіччі до появи картоплі, домінантною рисою сільського господарства було тваринництво. М'ясо могли дозволити собі тільки найбагатші верстви населення. Бідні харчувалися молоком, маслом, сиром, ячменем та вівсом. Часто вживали молоко, змішане з кров'ю великої рогатої худоби і маслом (молоко з кров'ю також популярне в африканського народу масаї).

## Картопля в Ірландії
Поява картоплі у другій половині XVI століття сильно вплинула на кухню цієї країни.
Картопля з'явилася в Ірландії у другій половині XVI століття, спочатку як декоративна культура. Як продовольство була поширена переважно серед бідних верств населення.

## Сучасна кухня Ірландії

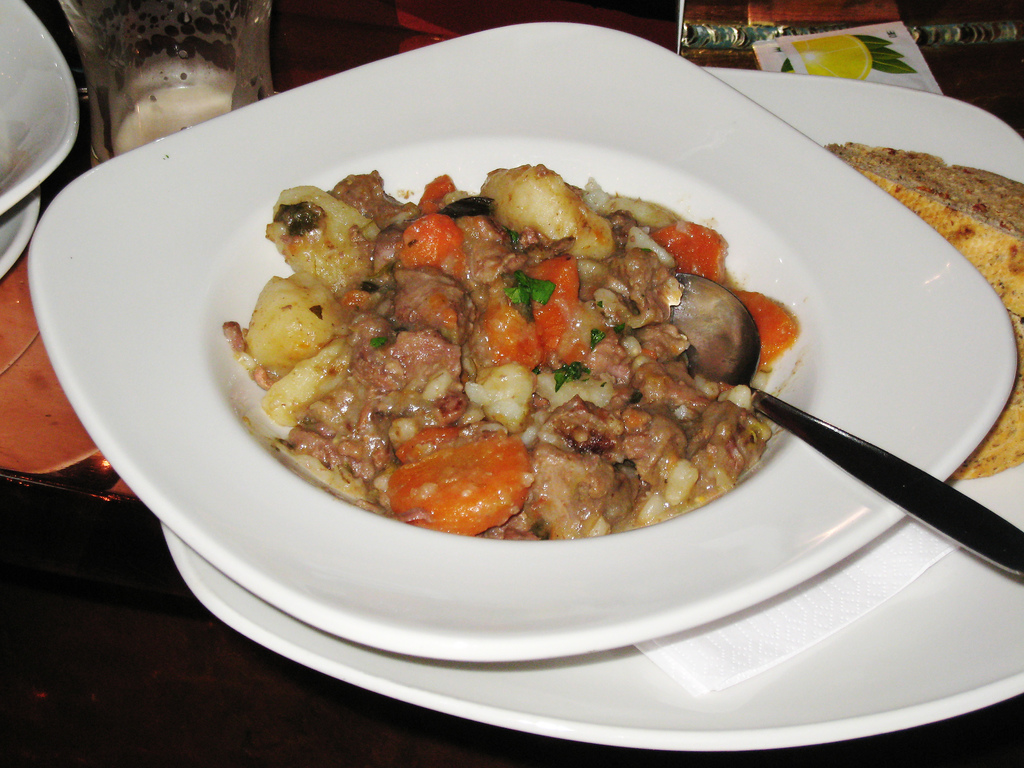
Ірландське рагу

У XX столітті ірландська кухня почала зазнавати конкуренцію через широке розповсюдження італійської, індійської, китайської кухонь. З ірландської кухні сплеск популярності припав на ірландське рагу (тушкована баранина з морквою та цибулею), коддл (сосиски і бекон, тушковані з картоплею і цибулею), Ірландський сніданок.

## Список традиційних ірландських страв та напоїв
- Бекон, тушкований із капустою (Ірландська кухня)
- Бармбрек — хліб зі свіжим виноградом і родзинками.
- Чорно-коричневий коктейль — портер.
- Боксті — картопляні млинці
- Ірландський мох
- Чемп — картопляне пюре, змішане з зеленою цибулею, вершковим маслом і молоком.
- Коддл — сосиски та бекон, тушковані з картоплею і цибулею.
- Колканнон — картопляне пюре, змішане з капустою і вершковим маслом.
- Крубінс — варена засолена свиняча нога.
- Дульсе — темно-червона водорістьPalmaria palmata. Вживається в сушеному вигляді.
- Дрішин — один із видів чорного пудингу.
- Гуді — варений хліб у молоці з цукром і спеціями.
- Guinness — пиво.
- Повний ірландський сніданок — те ж, що й повний англійський сніданок, його ще називають «fry».
- Кава по-ірландськи — коктейль із гарячої кави, ірландського віскі, цукру, покритий густим кремом.
- Ірландський крем — лікер з ірландського віскі, кава, крему та інших компонентів.
- Айріш міст — лікер з ірландських віскі, вересу, конюшини, меду та ароматичних трав.
- Ірландське рагу — тушкована баранина з картоплею і цибулею.
- Діафрагма та нирки
- Содовий хліб — дріжджовий хліб, при приготуванні якого використовується сода та пахта.
- Потін — самогон, виготовлений із солоду чи картоплі.